# Star Trek Beyond
Star Trek Beyond, noto nel fandom anche con la sigla ST XIII, è un film del 2016 diretto da Justin Lin.
Si tratta della tredicesima pellicola del franchise fantascientifico di Star Trek ideato da Gene Roddenberry e il terzo film della serie reboot. Fanno parte del cast Chris Pine, Zachary Quinto, Simon Pegg, Karl Urban, Zoe Saldana, John Cho e Anton Yelchin, che riprendono i rispettivi ruoli dai precedenti film, ai quali si aggiungono Idris Elba e Sofia Boutella nei ruoli rispettivamente di Krall e di Jaylah.

## Trama
Dopo quasi tre anni dall'inizio della sua missione quinquennale la nave stellare della Federazione USS Enterprise fa tappa alla gigantesca base stellare di Yorktown. Nei tre anni di servizio il capitano Kirk inizia a perdere lo spirito d'avventura non trovando uno scopo nella missione e pianifica di diventare vice ammiraglio della Flotta e lasciare il comando a Spock, il quale ha da poco rotto la relazione con Uhura. Spock riceve anche la notizia dai vulcaniani che l'ambasciatore Spock, la sua controparte anziana proveniente dalla linea temporale primaria, è morto.
A Yorktown viene recuperata una capsula di salvataggio contenente Kalara, la quale chiede aiuto affermando che la sua nave si è schiantata su un pianeta nascosto in una vicina nebulosa inesplorata. L'Enterprise parte per soccorrere l'equipaggio di Kalara, ma appena giunti ad Altamid, il pianeta alieno, scoprono di essere caduti in una trappola: la nave viene violentemente attaccata da un potentissimo sciame di navi aliene sconosciute. Il malvagio leader dello sciame, Krall, si inoltra nella nave danneggiata per recuperare l'Abronath, un manufatto alieno recuperato da Kirk in una precedente missione. Krall, non trovando quello che cerca, con l'aiuto dei suoi sgherri rapisce numerosi membri dell'equipaggio, mentre Kirk e gli altri effettuano un atterraggio d'emergenza lasciando l'Enterprise a bruciare e distruggersi precipitando su Altamid.
Intanto, sul pianeta, Uhura e Sulu vengono raggruppati da Krall in un sito con altri prigionieri, mentre Kirk, Chekov e Kalara cercano di raggiungere i resti dell'Enterprise. Qui Kalara si rivela una spia di Krall ma, prima di potere essere catturati, Kirk e Chekov riescono a ucciderla e scappano. Intanto il dottor McCoy rinviene uno Spock ferito e insieme si mettono in cammino per trovare gli altri. Nel frattempo l'ingegnere capo Scott, separato dal resto del gruppo, viene soccorso da Jaylah, un'aliena precipitata da bambina sempre a causa di Krall; la ragazza decide di aiutare Scotty e i suoi compagni dell'Enterprise.
Essa vive nella USS Franklin, una piccola nave della Federazione che era stata la prima a superare curvatura 4, quasi un centinaio di anni prima, sotto il comando del capitano Balthazar M. Edison, e considerata scomparsa da molto tempo a causa, si presume, di un tunnel spazio-temporale. Dopo avere liberato il resto dell'equipaggio dell'Enterprise sconfiggendo Manas, il luogotenente di Krall, Kirk e gli altri ufficiali della Federazione scoprono che il piano di Krall è di scatenare lo sciame su Yorktown per causare il maggior numero di vittime possibili, usando un'antica arma biologica racchiusa nell'Abronath. Krall è già riuscito a estorcere il manufatto da Syl, una cadetta aliena dell'Enterprise che lo teneva nascosto all'interno del suo cranio, e l'ha fatta consumare dall'arma biologica per testare le sue capacità distruttive.
L'equipaggio dell'Enterprise rimette quindi in sesto la Franklin e la guida a Yorktown per fermare Krall e il suo sciame. Esso si rivela sensibile alle onde corte emesse da una radio, che costituiscono il legame della loro mente collettiva, e quindi dalla vecchia nave parte una compilation di musica "classica" alla stessa frequenza, che disturba l'unione dello sciame e lo porta ad autodistruggersi. Krall, rimasto solo, decide di portare egli stesso l'arma all'interno di Yorktown e di utilizzarla anche a costo della vita. Uhura nel frattempo scopre dai registri della nave che Krall non è altri che Balthazar Edison, capitano della Franklin, il quale era rimasto isolato sul pianeta dove scoprì lo sciame, i droni e un pezzo dell'arma lasciati da una civiltà aliena. Lui e i restanti due sopravvissuti dell'equipaggio (ovvero Kalara e Manas) hanno utilizzato l'antica tecnologia che allunga la vita risucchiandola dalle altre forme di vita, sopravvivendo per centinaia di anni pur assumendo fattezze aliene.
Il desiderio di vendetta di Krall/Edison contro la Federazione è dovuto al suo passato: egli, ex marine spaziale pluridecorato, si era sentito sminuito al comando di una pacifica astronave come la Franklin, e per essere stato costretto a lavorare con i popoli alieni nemici per ordine della Federazione, che ritiene inoltre colpevole di averlo abbandonato. Kirk alla fine raggiunge Krall e al termine di una cruenta lotta in quasi assenza di gravità, nel centro della sferica Yorktown, riesce a eliminarlo scatenandogli addosso l'arma biologica ed espellendolo poi nello spazio, dove viene consumato da essa. Kirk viene tratto in salvo da McCoy e Spock, al comando di una delle navette aliene monoposto.
Dopo la battaglia Kirk decide di rinunciare alla carica di vice ammiraglio per potere prendere parte a nuove missioni, Jaylah viene reclutata all'Accademia Stellare mentre Spock, che aveva pensato di lasciare l'equipaggio per unirsi al resto dei vulcaniani a seguito della morte di Spock anziano, si riconcilia con la fidanzata Uhura e decide di rimanere con i suoi amici sulla neo-ricostruita Enterprise-A.

## Produzione

### Sviluppo
Nel settembre del 2013 J. J. Abrams annuncia di non potere dirigere il film a causa del suo impegno nelle riprese di Star Wars - Il risveglio della Forza. Nel maggio del 2014 Roberto Orci viene considerato come possibile regista, ma nel dicembre successivo, lo stesso Orci conferma che sarà solo produttore della pellicola, e non avrà il ruolo di regista né sceneggiatore; allo stesso tempo viene pubblicata la short list dei registi candidati per il progetto, che comprende Edgar Wright, Rupert Wyatt, Morten Tyldum, Daniel Espinosa, Justin Lin e Duncan Jones. Nel tardo dicembre viene annunciato Justin Lin alla regia.

### Sceneggiatura
Inizialmente, nel 2013, lo script viene scritto da Roberto Orci insieme a Patrick McKay e J. D. Payne, senza lo storico collaboratore di Orci, Alex Kurtzman, e con l'aiuto di Joe Cornish. Nel gennaio 2015, con l'abbandono di Orci, Doug Jung e Simon Pegg vengono ingaggiati per riscrivere la sceneggiatura.

### Riprese
Le riprese del film sono iniziate il 25 giugno 2015 a Vancouver e successivamente si sono spostate a Squamish, nella Columbia Britannica, a causa dei ritardi dovuti alla sceneggiatura. Altre location delle riprese sono state Seul e Dubai.

### Cameo
L'imprenditore statunitense Jeff Bezos, fondatore di Amazon.com, compare nella pellicola in un cameo, interpretando un ufficiale alieno della Flotta Stellare. L'allenatore di calcio Carlo Ancelotti compare in un breve cameo nel ruolo di un medico della stazione Yorktown.

## Colonna sonora
Nell'agosto 2015 il compositore Michael Giacchino viene confermato alla colonna sonora del film, dopo avere scritto quelle dei primi due capitoli. La canzone dei titoli di coda è Sledgehammer di Rihanna.

## Promozione

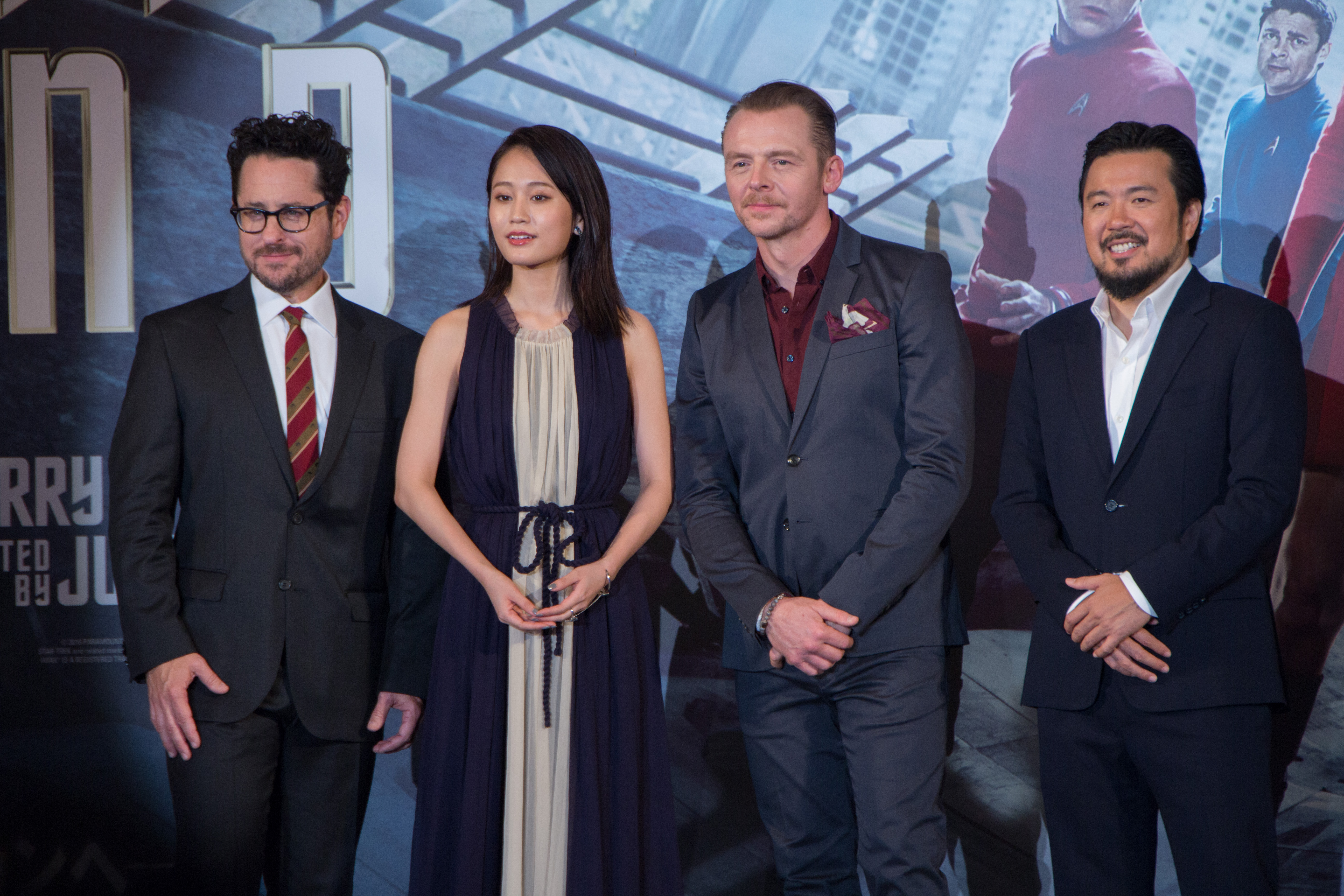
J. J. Abrams, Atsuko Maeda, Simon Pegg e Justin Lin alla première del film a Tokyo

Il primo trailer è stato pubblicato il 14 dicembre 2015, anche in italiano. Il trailer è stato inoltre allegato nelle sale cinematografiche statunitensi al film Star Wars - Il risveglio della Forza il 18 dicembre 2015.

## Distribuzione
La pellicola, inizialmente programmata per l'8 luglio 2016, è stata distribuita nelle sale cinematografiche statunitensi a partire dal 22 luglio, in occasione del cinquantesimo anniversario dal debutto della serie televisiva. In Italia, inizialmente programmato per l'11 agosto, è stata distribuita a partire dal 21 luglio, un giorno prima dell'uscita americana.

## Riconoscimenti
- 2017 - Premio Oscar[26]
  - Candidatura per il miglior trucco e acconciatura
- 2017 - Critics' Choice Movie Award[27]
  - Candidatura per il miglior trucco e parrucco
  - Candidatura per il miglior film di fantascienza / horror
- 2017 - Empire Awards[28]
  - Candidatura per il miglior trucco e parrucco
- 2017 - Golden Tomato Awards[29]
  - Quinto miglior film di fantascienza del 2016
- 2017 - Golden Trailer Awards[30]
  - Candidatura per il miglior teaser "Impossible"
- 2017 - Jupiter Award
  - Candidatura per il miglior attore internazionale a Chris Pine
- 2017 - Nickelodeon Kids' Choice Awards[31]
  - Candidatura per il miglior cattivo a Idris Elba
  - Candidatura per il fuoriclasse preferito a Zoe Saldana
  - Candidatura per i migliori amici Chris Pine e Zachary Quinto
- 2017 - Make-Up Artists and Hair Stylists Guild[32]
  - Miglior trucco con effetti speciali a Joel Harlow e Richie Alonzo
- 2017 - Saturn Award[33]
  - Candidatura per il miglior film di fantascienza
  - Candidatura per il miglior attore a Chris Pine
  - Candidatura per il miglior attore non protagonista a Zachary Quinto
  - Candidatura per il miglior trucco a Monica Huppert e Joel Harlow
- 2017 - Visual Effects Society[34]
  - Candidatura per il miglior modellino in un film

## Sequel
Il 26 giugno 2015 è stato confermato che gli attori Chris Pine e Zachary Quinto hanno firmato per un quarto film del franchise durante le negoziazioni per il rinnovo del contratto prima di girare il terzo film. Nel luglio 2016, durante l'uscita di Beyond, Abrams ha confermato che un quarto film è stato programmato e che l'attore Chris Hemsworth, che nel primo film interpreta il padre di Kirk, potrebbe ritornare. Dopo la morte di Anton Yelchin Abrams ha dichiarato che se ci saranno ulteriori film, il personaggio di Chekov non avrà un recasting e quindi nessun attore sostituirà Yelchin nel ruolo.
Il 15 febbraio 2022 la Paramount ha confermato l'inizio delle riprese del sequel nella fine del 2022 con il ritorno dei protagonisti.